# Makovský průsmyk
Makovský průsmyk, slovensky Makovský priesmyk, (801 m n. m.) je horské sedlo na Kysucích, na rozhraní pohoří Javorníky a Turzovská vrchovina, mezi vrchy Dupačka (928 m n. m.) a Beskydok (953 m n. m.), na česko-slovenské státní hranici.
Průsmykem vede silnice číslo II./487 odbočující ze silnice číslo I./18, která vede z Makova do Velkých Karlovic. Spojuje údolí Kysuce s moravským Vsetínskem.
Dále jím prochází naučná stezka Javorníky-Družba, hřebenem vede červená turistická značka souběžně s lyžařskou turistickou trasou od sedla Pindula dále na sever do sedla Bumbálka.
V průsmyku je na slovenské straně motorest, na české straně pak památník Slovenského národního povstání.